# آلبرتین ۱۲۹۰
سیارک ۱۲۹۰ (به انگلیسی: 1290 Albertine، نامگذاری:1933QL1) هزار و دویست و نودمین سیارک کشف شده‌است که در ۲۱ اوت ۱۹۳۳ کشف شد.
قدر مطلق سیارک برابر ۱۲٫۵۰ است.